# Huawei

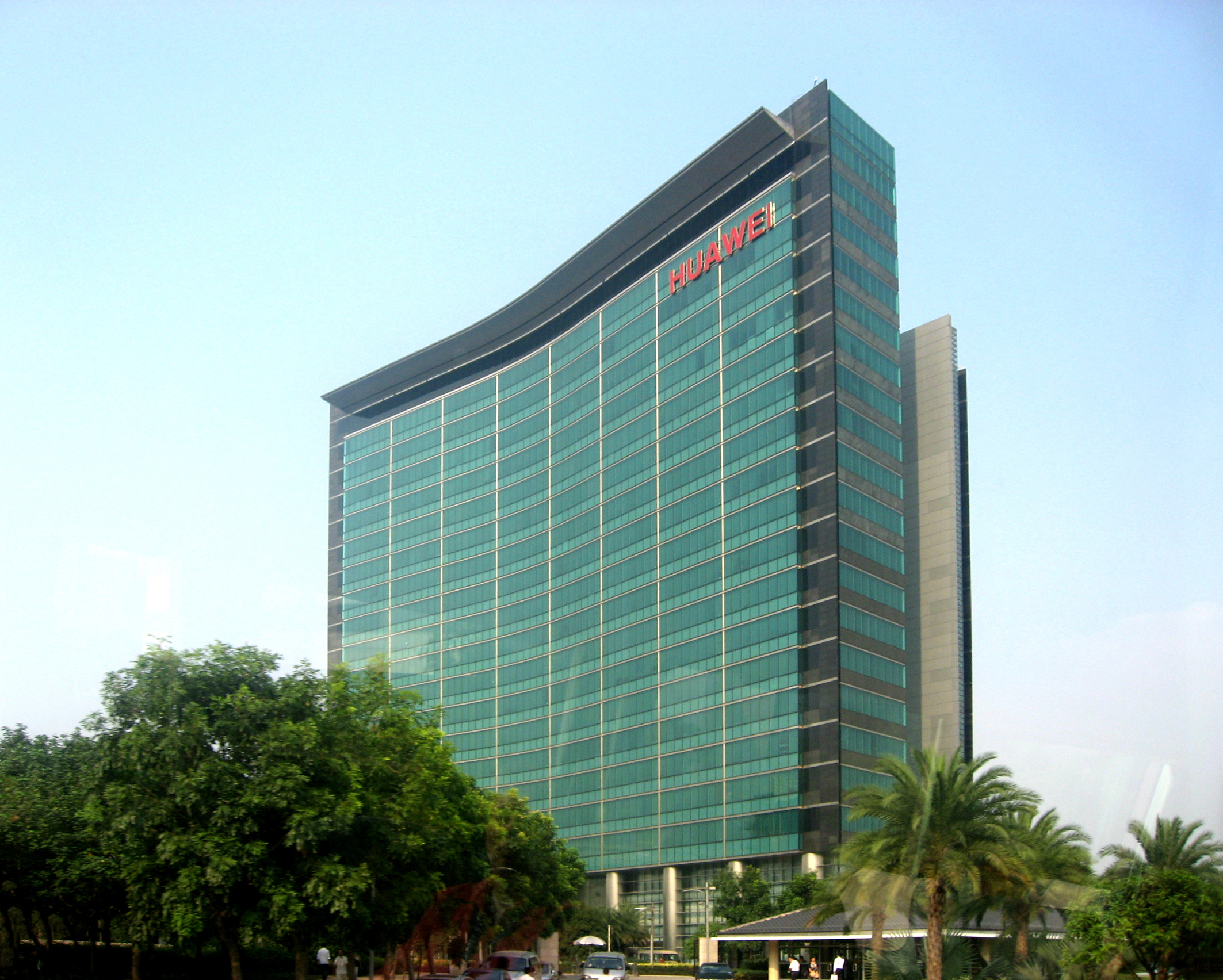
Huawei Technologies in Shenzhen

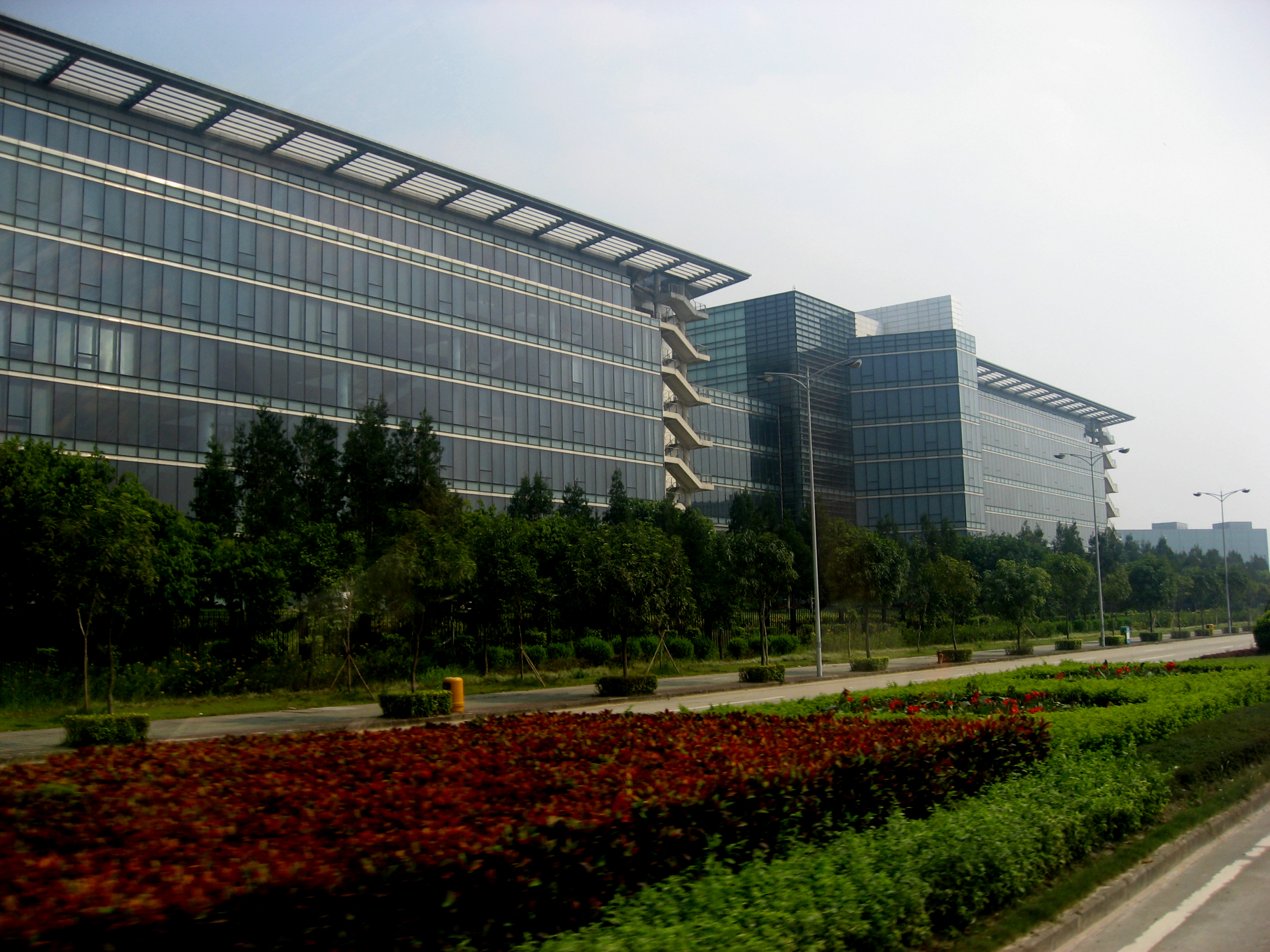
Huawei-Industriepark in Shenzhen

Huawei (chinesisch 華為 / 华为, Pinyin Huáwéi IPA [xwǎˈwěɪ] Anhörenⓘ, amtlich 華為技術公司 / 华为技术公司,  Huáwéi Jìshù Gōngsī, englisch Huawei Technologies Co., Ltd.) ist ein 1987 von Ren Zhengfei gegründeter Telekommunikationsausrüster und Hardwarehersteller mit Sitz in Shenzhen, einer Sonderwirtschaftszone in China. 2018 gehörte das Unternehmen auch zu den größten Herstellern von Wechselrichtern. Der Konzern hatte Ende 2023 weltweit rund 207.000 Mitarbeiter, davon 114.000 in der Forschung und Entwicklung.
Der Jahresumsatz 2023 betrug ca. 99,5 Mrd. USD, der Nettogewinn betrug ca. 12 Mrd. USD. Im April 2020 war Huawei kurzzeitig der größte Smartphone-Produzent der Welt nach Absatzzahlen vor Samsung und Apple.
Schwerpunkt des Unternehmens ist die Entwicklung und Herstellung von Geräten der Kommunikationstechnik. Dazu gehören unter anderem Mobilfunk (UMTS, GSM, GPRS, GSM-R, WiMAX), aber auch xDSL, optische Netze, Netzwerk-Komponenten, WLAN Access Points, Server und Switches. Die Europazentrale des Huawei-Konzerns befindet sich in Düsseldorf. Aufgrund der angespannten politischen Situation in Europa, die Sicherheitsbedenken in der Lieferung von 5G-Komponenten aus dem Hause Huawei hegt, plante Huawei zur Schaffung größerer Akzeptanz und Transparenz 2020 ein Werk für 5G-Netztechnik in Frankreich.
2019 wurde der Huawei Campus Ox Horn mit etwa 25.000 Beschäftigten bei Shenzhen und etwa 50 km von Dongguan entfernt fertiggestellt; dort wurden zwölf verschiedene europäische Gebäude, darunter das Heidelberger Schloss, nachgebaut.

## Geschichte

### Erste Jahre
In den 1980er Jahren begann die chinesische Regierung mit dem Versuch, die bis dahin unterentwickelte Telekommunikationsinfrastruktur des Landes zu modernisieren. Im Zuge dieser Modernisierungsbemühungen gründete Ren Zhengfei 1987 in der Sonderwirtschaftszone Shenzhen das Unternehmen Huawei. Sein Ziel war es, ein chinesisches Telekommunikationsunternehmen zu schaffen, das mit ausländischen Wettbewerbern konkurrieren konnte.  Der Name ist die Abkürzung von 中华有为 Zhōnghuá yǒuwéi – was „das viel versprechende China“ bedeutet –, was „Huawei“ ergab.
Das Geschäftsmodell der ersten Jahre bestand vor allem aus dem Wiederverkauf von Telefonanlagen, die aus Hongkong importiert wurden. Gleichzeitig tätigte Huawei Investitionen in Forschung und Entwicklung eigener Technologien. 1990 gehörten etwa 500 Mitarbeiter aus dem Bereich Forschung und Entwicklung zum Unternehmen.
Der erste Durchbruch erfolgte 1993 mit dem C&C08-Vermittlungssystem, dem damals leistungsstärksten seiner Art in China. Nachdem die Technologie zunächst in Kleinstädten und ländlichen Regionen angewendet worden war, wuchs mit der Zeit der Marktanteil. Mit dem 1996 verabschiedeten Grundsatz der chinesischen Regierung, heimische Telekommunikationsunternehmen zu fördern und den Zugang für ausländische Wettbewerber zu beschränken, wurde Huawei weiter gestärkt.

### Internationale Expansion

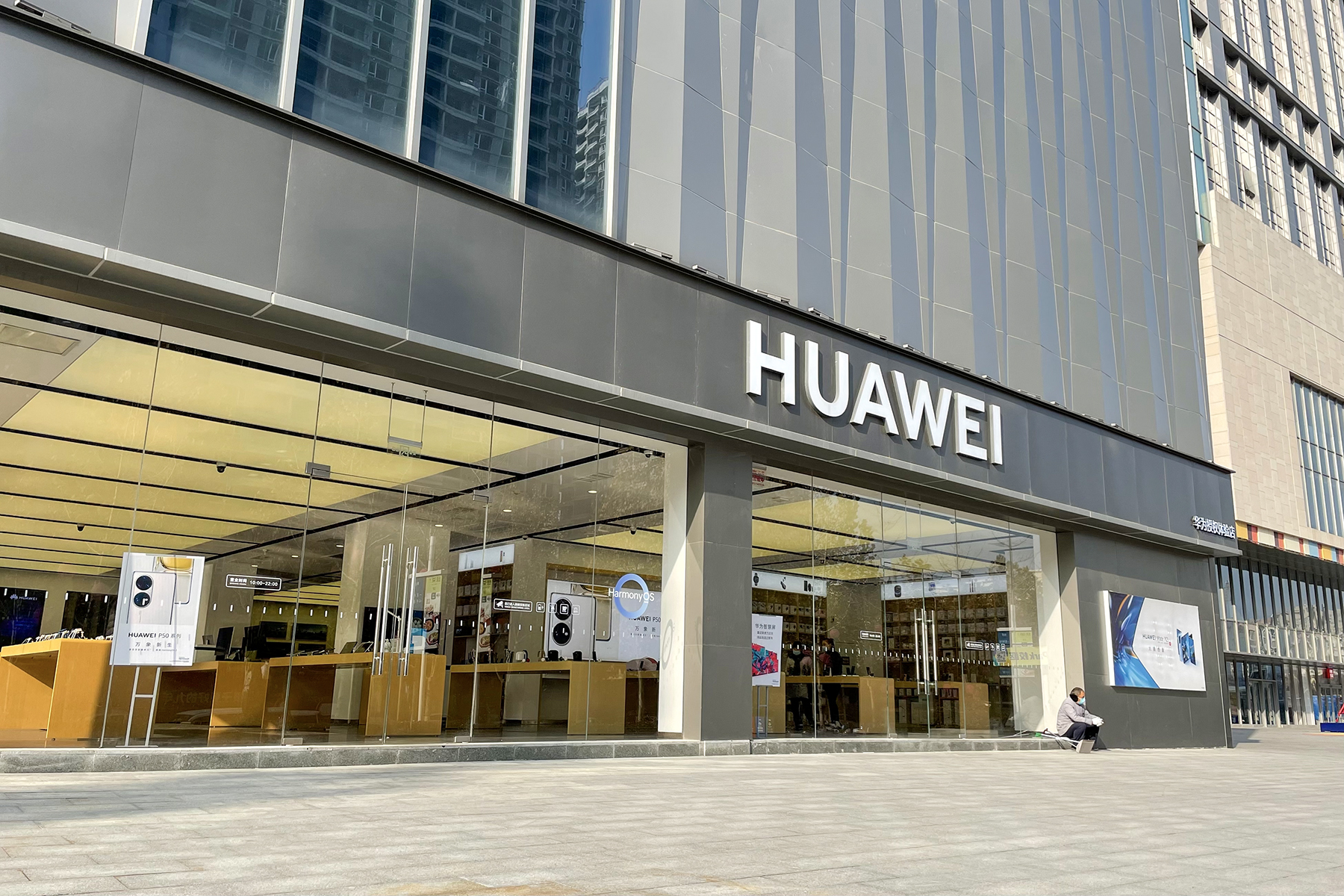
Huawei Store

Den ersten internationalen Vertrag schloss Huawei 1997 mit dem aus Hongkong stammenden Unternehmen Hutchison Whampoa ab. Hinzu kamen weitere Verträge mit internationalen Telekommunikationsunternehmen und die Eröffnung mehrerer Forschungs- und Entwicklungszentren. In Europa wurde Huawei erstmals im Jahr 2000 tätig, als in Stockholm ein Forschungszentrum eröffnet wurde. Im Jahr 2002 summierte sich der internationale Absatz auf 552 Millionen US-Dollar.
Um das Jahr 2002 wurde dem Unternehmen durch den Netzwerkkomponenten-Hersteller Cisco vorgeworfen, dass die Geräte in Hardware als auch Software (IOS) fast bis ins Detail den Cisco-Produkten glichen. Im Jahr 2003 gab ein US-Gericht Cisco teilweise recht, jedoch nur im Bereich der Software. Schließlich einigten sich Cisco und Huawei auf einen außergerichtlichen Vergleich. Nachdem Ende 2004 Dritte die Einhaltung des Vergleichs durch Huawei bestätigt hatten, verfolgte Cisco die Vorwürfe gegen Huawei nicht weiter. Ein im Dezember 2006 von Huawei beim Europäischen Patentamt eingereichtes Patent sorgte in Fachkreisen für Verärgerung, da Huawei mutmaßlich die Mitarbeit beim IETF ausnutzte, um nun Patentschutz auf ein bereits zuvor bekanntes Verfahren zu beanspruchen.
Im Jahre 2005 überstiegen die im Ausland erwirtschafteten zum ersten Mal die Inlandsumsätze. Das chinesische Wirtschaftsmagazin Global Entrepreneur zeichnete im Juni 2007 Huawei als bestes chinesisches Unternehmen in Europa aus.
Im Jahre 2008 gründete Huawei mit der amerikanischen Symantec das Joint-Venture Huawei Symantec mit Sitz in Chengdu, China. Dabei hielt Huawei 51 % des Unternehmens, 49 % Symantec. Im November 2011 übernahm Huawei das Gemeinschaftsunternehmen komplett und zahlte dabei für Symantecs Beteiligung 530 Millionen US-Dollar.
Im März 2014 wurde durch Medienberichte bekannt, dass der US-amerikanische Geheimdienst NSA den Konzern ausspioniert habe.
Ende Februar 2016 wurde der Beginn einer langfristigen strategischen Allianz zwischen der Huawei Consumer Business Group und der Leica Camera AG bekanntgegeben. Im Rahmen der Technologiepartnerschaft sollen hochwertige Smartphone-Kameras entwickelt werden. Anfang April 2016 wurden mit dem Huawei P9 und dem Huawei P9 Plus die beiden ersten Produkte dieser Zusammenarbeit vorgestellt, die zur Verbesserung der Bildqualität zwei gekoppelte Kameras enthielten.
Durch die Covid-19-Pandemie stand der Konzern im Weltmarkt der Smartphones im Frühjahr 2020 kurzzeitig auf Platz 1 nach Anzahl verkaufter Mobiltelefone zu rutschen. Der Jahresabsatz belief sich laut Prognose von Canalys auf 55,8 Millionen Smartphones. Zuvor belegte Samsung den ersten Platz.

### Eskalation des Streites mit den USA
Mit einem am 15. Mai 2019 erlassenen Dekret erklärte US-Präsident Donald Trump den „Nationalen Notstand“ für die USA in Bezug auf Telekommunikation. Damit darf die US-Regierung Geschäfte zwischen US-Unternehmen und jenen „gegnerischer“ Staaten unterbinden. Die Regierung teilte mit, der Präsident tue alles, um die nationale Sicherheit der USA zu wahren und das Land vor „ausländischen Feinden“ zu schützen, die zunehmend Schwachstellen in der Kommunikationstechnik ausnutzten. Das US-Handelsministerium werde von nun an alle Geschäfte unterbinden, die nach seiner Ansicht inakzeptable Risiken für die Vereinigten Staaten oder für die „Sicherheit von Amerikanern“ bilden. Daraufhin beendete Google auf Weisung des US-Handelsministeriums ab Mai 2019 einen Teil seiner Zusammenarbeit mit Huawei.
Huawei nutzt unter anderem das Betriebssystem Android, welches von Alphabet Inc. unter der Open-Source-Lizenz GPLv2 veröffentlicht wird. Neben der Open-Source-Version stellt Alphabet Erstausrüstern eine lizenzierte Version bereit.
Diese ermöglicht Anpassungen und Supportleistungen seitens Alphabet und den vorzeitigen Zugriff auf Aktualisierungen, um die Kompatibilität und Sicherheit zu wahren. Ohne jene Lizenz kann Huawei nicht auf Erstausrüster-Optionen und Google-Dienste wie Play Store, Gmail, Google Maps und weitere Dienste zurückgreifen. Sicherheitsupdates sind nur nach Veröffentlichung der Open-Source-Version von Android (AOSP) möglich, sodass dies bei Huawei – im Vergleich zu anderen Herstellern – zu einer verzögerten Aktualisierung führen kann.
Am 21. Mai 2019 wurde die Umsetzung der Sanktionen verschoben, da Huawei Teile der Mobilfunknetztechnik in den USA stellt. Die Maßnahmen wurden 90 Tage ausgesetzt mit der Möglichkeit weiterer Aussetzungen, um Anbietern Zeit einzuräumen, Alternativlösungen zu suchen. Huawei kündigte die Veröffentlichung eines mit Android kompatiblen Betriebssystems an: HarmonyOS, in China Hongmeng OS genannt.
In einem Telefonat mit Chinas Staatschef Xi Jinping lockerte Donald Trump am 29. Juni 2019 die Sanktionen etwas.
Huawei beschuldigte im September 2019 die Bundesregierung der USA öffentlich, dem Unternehmen zu schaden: „Alle verfügbaren Möglichkeiten wie gerichtliche und administrative Befugnisse sowie vielfältige skrupellose Mittel sollen den normalen Geschäftsbetrieb von Huawei und seinen Partnern stören.“ Das Unternehmen warf der US-Regierung vor, Angestellte unter Druck gesetzt zu haben: „Aktuelle und frühere Huawei-Mitarbeiter wurden bedroht, um sie zu zwingen, zu verleiten oder zu motivieren, sich gegen Huawei zu wenden und für Behörden der USA zu arbeiten“. Das Unternehmen sprach von einer Kampagne der US-Regierung, andere Staaten wie Deutschland dazu zu drängen, Huawei-Technologie von Mobilfunknetzen fernzuhalten, da die Verwendung von Huawei-Geräten Daten von Bürgern und Militärs gefährde.
Das US-Justizministerium widersprach der Darstellung von Huawei. Alle Untersuchungsmethoden der Beamten stünden im Einklang mit dem Gesetz. Die Behörde ermittelt gegen Huawei unter dem Verdacht, dass das chinesische Unternehmen Iran-Sanktionen unterlaufen habe.
Mitte August 2020, 12 Wochen vor der US-Präsidentschaftswahl 2020, verschärfte die US-Regierung die Sanktionen gegen Huawei.
Da Huawei aufgrund des US-Handelsembargos nicht alle Bauteile für seine Smartphone-Produktion zukaufen konnte, musste die Produktion um 74 % reduziert werden.
Im November 2020 verkaufte Huawei seine Marke Honor an das neu gegründete Unternehmen Shenzhen Zhixin New Information Technology, ein Konsortium aus 30 Händlern.
Im Dezember 2020 setzten die USA 689 Unternehmen (296 aus China, darunter Huawei) auf eine schwarze Liste, nachdem US-amerikanische Behörden zu der Einschätzung gekommen waren, dass diese Unternehmen US-amerikanische Technologien bzw. technisches Know-how aus den USA an chinesisches Militär weitergeben könnten.
Im November 2022 hat die US-Regierung den Verkauf und den Import von Huawei-Kommunikationsgeräten in den USA verboten, weil diese laut FCC ein inakzeptables Risiko für die nationale Sicherheit darstellen würden.
Mitte 2024 hatte sich das Unternehmen nach einem kurzzeitigen Rückgang von Umsatz und Gewinn wieder erholt und setzte seine Expansion fort. Die meisten ausländischen Importe in der Lieferkette konnten in relativ kurzer Zeit erfolgreich durch heimische Produkte ersetzt werden. Im ersten Quartal 2024 versechsfachten sich die Gewinne des Unternehmens im Vergleich zum Vorjahr auf knapp 2,7 Milliarden US-Dollar.

## Unternehmensstruktur
Huawei wird durch ein 16-köpfiges Board of Directors geführt. An der Spitze steht ein Präsident und vier Stellvertreter, wobei die Rolle des Präsidenten im halbjährlichen Wechsel rotiert. Aktueller Chair ist Liang Hua. Meng Wanzhou, die Tochter des Gründers Ren Zhengfei, ist eine der Stellvertreterinnen, Ren selbst gehört dem Board als Director an. Als einziges Mitglied der Geschäftsleitung besitzt Gründer Ren Vetorecht bei allen wichtigen Entscheidungen der Konzernführung.

## Geschäftsfelder
Neben mobilen Endgeräten wie Smartphones, Tablet-PCs und Smartwatches (Huawei Watch) bietet Huawei Produkte und Dienstleistungen für Netzwerk-Infrastrukturen und Cloud-Computing-Lösungen an. Das Angebot gliedert sich in folgende drei Geschäftsbereiche: Consumer, Carrier Network und Enterprise. In China stößt das Unternehmen zudem in die Automobilindustrie vor.

### Carrier Network (Netzinfrastruktur)
Der Geschäftsbereich Carrier Network entwickelt Technologien für den Ausbau der digitalen Infrastruktur. In Deutschland beliefert Huawei unter anderem die Deutsche Telekom, Vodafone und Telefónica. Zu den Produkten gehören beispielsweise Antennen für kabellose Breitbandnetze sowie optische Übertragungssysteme. Carrier Network ist der mit Abstand finanzstärkste Geschäftsbereich von Huawei. 2014 wurden hier weltweit 31 Milliarden US-Dollar umgesetzt.

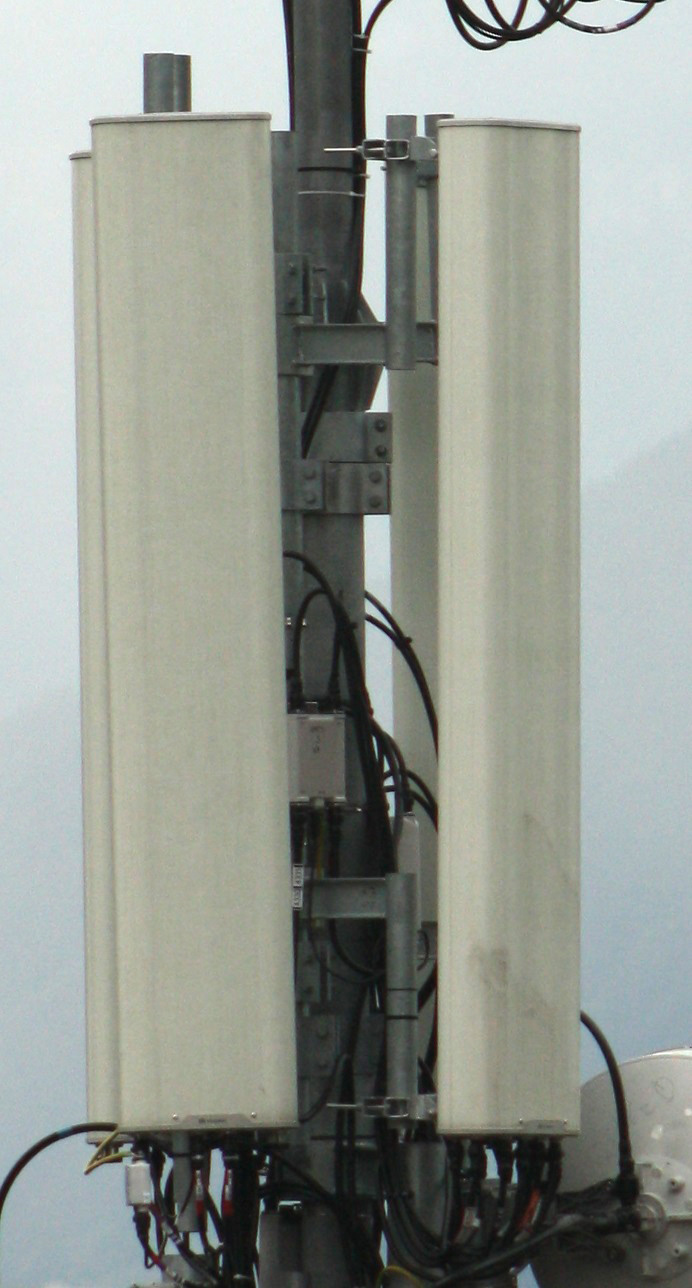
Huawei-Mobilfunkantenne

### Enterprise (Lösungen für Geschäftskunden)
Im Bereich Enterprise bietet Huawei Lösungen für Geschäftskunden an. Dazu zählen unter anderem Produkte für die Netzinfrastruktur, das Cloud Computing und das Rechenzentrumsmanagement von Unternehmen, Institutionen oder öffentlichen Verwaltungseinrichtungen. Kunden sind beispielsweise Versorgungs- und Energiekonzerne sowie Unternehmen aus den Bereichen Transport und Logistik. Im Juli 2015 übernahm Huawei zusammen mit Siemens einen Auftrag der Deutschen Bahn zur Modernisierung ihres Mobilfunknetzes GSM-R.
Auch die Forschungseinrichtung CERN wurde bereits mit Huawei-Technik ausgestattet. Eine weitere Kooperationspartnerschaft schloss Huawei mit SAP. Mit SAP HANA werden große Datenmengen erfasst und ausgewertet. Huawei stellt bei diesem und weiteren Projekten zu Smart City die Infrastruktur bereit. Dazu gehören LTE-Systeme, Netze, Server, Speicher und Hardware. Huawei entwickelt Lösungen für Cloud Computing, Contact Center, Telepresence und Micro Data Center.

### Consumer (Endgeräte)

Logo von Honor

Huawei bietet seit 2011 eigene Endgeräte in Deutschland an. Dazu zählen vor allem Smartphones, Tablets und verschiedene Wearables. 2014 verkaufte Huawei weltweit insgesamt 48,2 Millionen Mobiltelefone. Huawei ist weltweit der drittgrößte Anbieter von Smartphones, belegte im ersten Halbjahr 2015 Platz 2 auf dem chinesischen Markt und verdrängte dort Apple auf Rang 3.
Außerdem entwickelt Huawei Produkte für den mobilen Internetzugang wie etwa USB-Surfsticks und mobile WLAN-Router, die von der Deutschen Telekom, Vodafone und O2 vertrieben werden. Außerdem produziert das Unternehmen Wechselrichter für Solaranlagen und zahlreiche Produkte für Unternehmensnetzwerke.
2013 gründete die Huawei Consumer Business Group ihre zweite Marke „Honor“, unter der Smartphones sowie verschiedene Gadgets vertrieben werden. Laut eigenen Angaben ist „Honor“ die größte E-Marke für Smartphones in China.
In China lancierte Huawei zusammen mit China UnionPay den Zahlungsdienst Huawei Pay, der globalisiert werden soll.

### Automobilindustrie

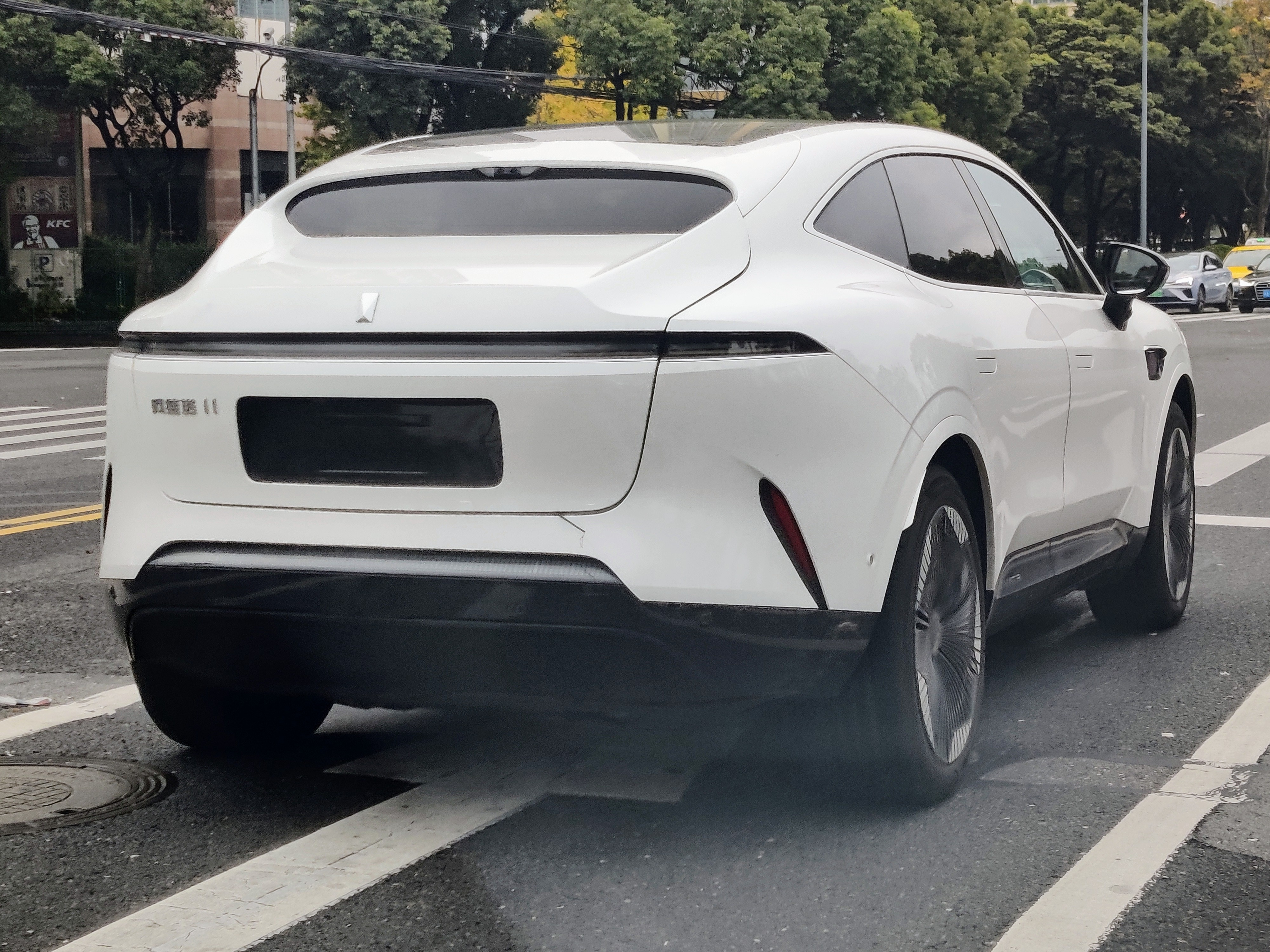
Avatr 11, 2022

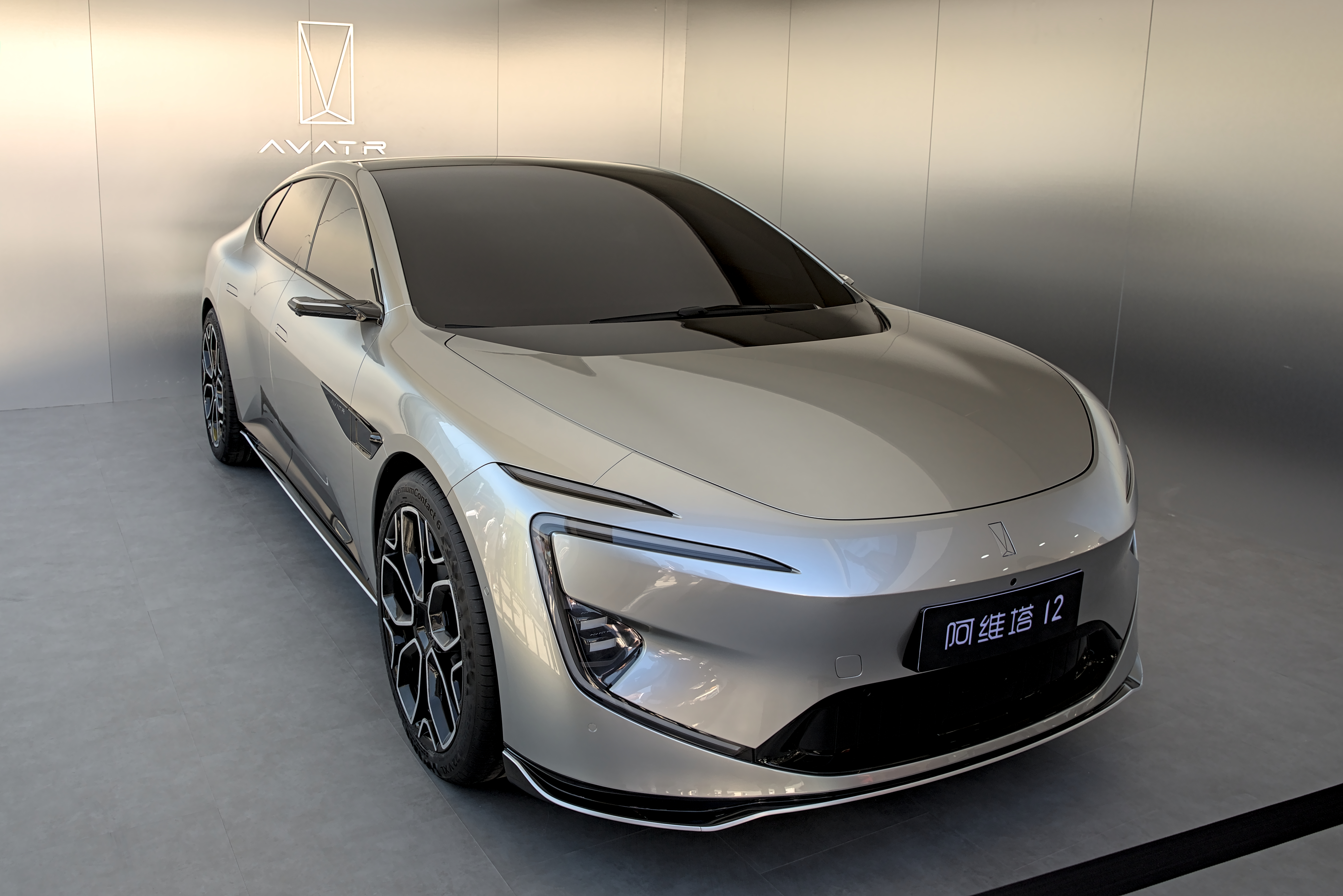
Avatr 12, 2023

Maextro S800, 2025

Mit Changan Auto besteht seit 2014 eine Kooperation im Bereich „vernetztes Fahren“, seit Januar 2019 auch ein gemeinsames Innovationszentrum für „intelligente, vernetzte und elektrifizierte Mobilität“. Im August 2020 nahm Huawei auch „Entwicklung, Produktion, Verkauf und Wartung von Autoteilen und intelligenten automotiven Systemen“ in seine chinesische Geschäftslizenz auf. Mitte November 2020 wurde in China bekannt, dass Huawei zusammen mit Changan Auto und dem Batteriezellenhersteller CATL Elektroautos entwickeln und produzieren will. Dafür wurde eine für verschiedene Fahrzeuge nutzbare sogenannte CHN-Plattform (C für Changan, H für Huawei und N für den CATL-Hauptsitz in Ningde) entwickelt; sie erlaubt Fahrzeuge mit bis zu 3,10 m-Radstand. Huawei brachte seine Kompetenzen für automatisiertes und vernetztes Fahren ein.
Avatr wurde im November 2021 als Marke präsentiert. Im dritten Quartal 2022 kam mit dem SUV Avatr 11 das erste Modell dieser Marke in den Handel. Es ist 4,88 Meter lang und hat eine maximale Leistung von 425 kW (578 PS). Die Fließheck-Limousine Avatr 12 wurde im September 2023 auf der IAA in München als zweites Modell der Marke vorgestellt. Sie ist 5,02 Meter lang und hat keine Heckscheibe. Das Design stammt von dem ehemaligen BMW-Designer Nader Faghihzadeh, der u. a. den 2015 eingeführten BMW 7er gestaltete. Das dritte Modell ist der 4,83 Meter lange SUV Avatr 07, der im Mai 2024 vorgestellt wurde. Weiter folgte im Dezember 2024 die 4,86 Meter lange Limousine Avatr 06.
Aito ist die Automarke, unter der erstmals am 23. Dezember 2021 das Hybrid-SUV Aito M5 vorgestellt wurde. Das Fahrzeug basiert auf der DriveOne-Plattform von Huawei (Elektromotor, schnelle Ladetechnik mit Hard- und Software), ist 4,77 Meter lang und hat eine maximale Leistung von 365 kW (496 PS). Ende Februar 2022 kam es zunächst in China als Hybridfahrzeug in den Handel; die Elektroversion folgte Ende Juli 2022. Die Huawei-Technik wird auch im Seres SF5 verwendet, den Huawei von dem kalifornischen Start-up SF Motors übernahm. Über dem M5 ist der 5,02 Meter lange Aito M7 positioniert, der im April 2022 präsentiert wurde. Er hat einen seriellen Hybridantrieb mit einem 92 kW (125 PS) starken 1,5-Liter-Ottomotor und einem 200 kW (272 PS) starken Elektromotor. Größtes Modell der Marke ist das SUV Aito M9, das seit Oktober 2023 gebaut wird und in China in der Luxusklasse seit 2024 sehr erfolgreich ist.
2023 stieß Huawei die Harmony Intelligent Mobility Alliance (HIMA) an, in der Huawei unter anderem Technik für verschiedene chinesische Automobilhersteller liefert. In Zusammenarbeit mit Chery Automobile entstand die Marke Luxeed, unter der im November 2023 mit der elektrisch angetriebenen Limousine Luxeed S7 das erste Modell in China auf den Markt kam. Das Fahrzeug ist 4,97 Meter lang und teilt sich die Plattform mit den Modellen Exeed Sterra ES und Exeed Sterra ET von Chery. Luxeed-Modelle werden in Huawei-Stores verkauft.
Eine weitere Zusammenarbeit besteht mit der Beijing Automotive Group. Dabei entstand die Marke Stelato. Das erste Modell dieser Marke ist der 5,16 Meter lange Stelato S9, der im März 2024 vorgestellt wurde.
Besonders luxuriös sollen Modelle der Marke Maextro sein, die in Zusammenarbeit mit JAC entstehen. Mit dem Maextro S800 wurde hierfür im November 2024 das erste Modell vorgestellt. Die Limousine ist 5,48 Meter lang und soll in Konkurrenz mit Fahrzeugen von Rolls-Royce und Mercedes-Maybach treten.

### Safe Cities
Huawei liefert dem chinesischen Staat und auch anderen Ländern ein System zur Überwachung des öffentlichen Raumes.

## Huawei Deutschland

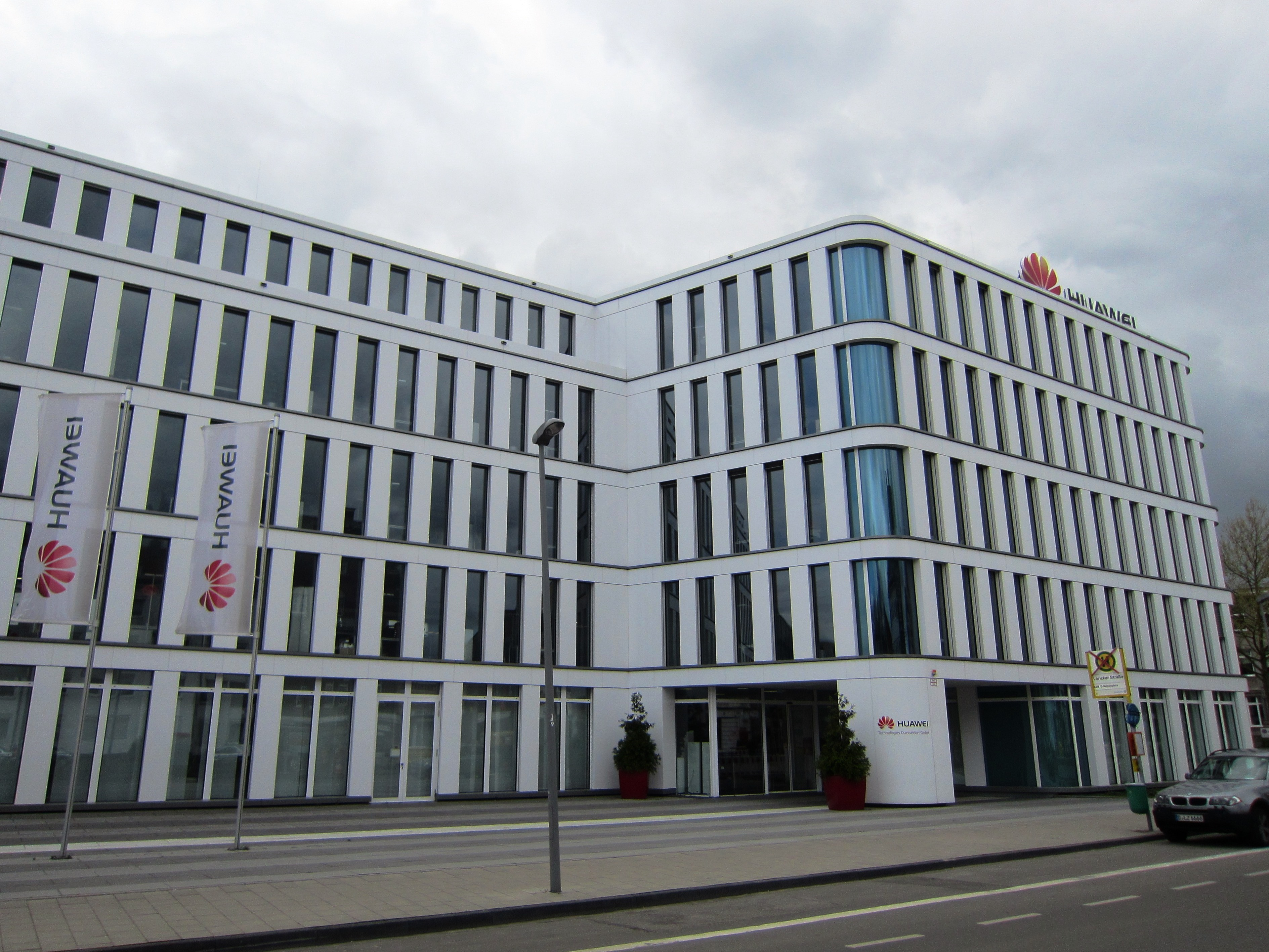
Gebäude der Huawei Technologies Deutschland GmbH in der Hansaallee 205 in Düsseldorf

### Unternehmen
In Deutschland ist Huawei seit 2001 tätig. Die erste Niederlassung befand sich im hessischen Eschborn. Inzwischen beschäftigt die Huawei Technologies Deutschland GmbH mehr als 1800 Mitarbeiter an 18 Standorten. Nach eigenen Angaben ist Huawei das größte chinesische Unternehmen in Deutschland. In Düsseldorf befindet sich neben der Deutschlandzentrale seit 2007 auch die Westeuropazentrale von Huawei. Seit Februar 2019 ist Dennis Zuo Deutschlandchef von Huawei.
Zusammen mit der Deutschen Telekom, Vodafone und Telefónica arbeitet Huawei an der Umstellung des deutschen Mobilfunknetzes auf LTE. Auch die Versorgung ländlicher Gebiete mit Internet gehört zum Kerngeschäft. Die Huawei Technologies Deutschland GmbH ist seit 2011 Mitglied im Netzwerk Europäische Bewegung Deutschland.
Für das Geschäftsjahr 2017 wies die Huawei Technologies Deutschland GmbH laut Veröffentlichung im Bundesanzeiger einen Umsatz von 1,6 Milliarden Euro und einen Gewinn von 37,6 Millionen Euro aus.

### Standorte
2011 eröffnete Huawei als erstes chinesisches Unternehmen ein Hauptstadtbüro in Berlin. Weitere Standorte von Huawei Deutschland befinden sich unter anderem in Bonn, Dresden, Hamburg, Hannover, Köln, Leipzig und Stuttgart. In München befindet sich der Hauptsitz von Huaweis European Research Center (ERC). Das Unternehmen betreibt darüber hinaus zwei Innovations- und Forschungszentren in Nürnberg und Darmstadt.

### Forschung und Entwicklung
Huawei setzt in Deutschland einen Schwerpunkt auf die Forschungs- und Entwicklungsarbeit. Das European Research Center in München koordiniert insgesamt 18 europäische Forschungseinrichtungen und ist unter anderem an der Entwicklung von 5G-Technik beteiligt. Huawei hat dazu eine 5G-Testumgebung in München errichtet, die vom Freistaat Bayern, der Stadt München, der TU München und M-net unterstützt wird.
Darüber hinaus ist Huawei mit mehreren deutschen Universitäten und Forschungsinstitutionen Kooperationen eingegangen, unter anderem mit der RWTH Aachen, der TU Berlin und der TU München. Zusammen mit dem Fraunhofer-Institut für Eingebettete Systeme und Kommunikationstechnik ESK arbeitet Huawei an Lösungsansätzen für den Bereich Industrie 4.0.

### Gesellschaftliches Engagement
Huawei betreibt mehrere Projekte, die den kulturellen Austausch zwischen Deutschland und China fördern sollen. 2014 hat das Unternehmen die zweite Ausgabe der Studie „Deutschland und China – Wahrnehmung und Realität“ herausgegeben, die sich mit gängigen Klischees über das jeweils andere Land beschäftigt. Seit 2013 organisiert Huawei das Studentenprogramm „Seeds for the Future“, bei dem Studenten von deutschen Universitäten zu einer Reise nach China eingeladen werden. Huawei ist unter anderem Mitglied der Deutsch-Chinesischen Wirtschaftsvereinigung (DCW) und des Chinaforums Bayern.

## Weitere Tochterunternehmen
In der Tochter Huawei Technologies Services GmbH sind die ehemaligen Wartungs- und Servicemitarbeiter von O2 zusammengefasst.
Die Schweizer Tochter Huawei Technologies Switzerland AG hat ihren Hauptsitz seit 2008 in Liebefeld, Gemeinde Köniz, Kanton Bern, mit weiteren Büros in Dübendorf, Zürich und anderen Schweizer Agglomerationen. Die Niederlassungen beschäftigten 300 Angestellte (Juni 2015). Infoniqa SQL AG ist der Technologie-Integrator für Huawei Schweiz. Das Unternehmen kooperiert auch intensiv mit lokalen Telekommunikationsanbietern wie Sunrise Communications AG.
Der Halbleiterhersteller HiSilicon ist ein Tochterunternehmen von Huawei.

## Hauptabnehmer
Von 2006 bis 2016 setzt der Verein zur Förderung eines Deutschen Forschungsnetzes e. V. (DFN-Verein) in seinem 10-Gigabit-Netz X-WiN optische DWDM-Multiplextechnik des Herstellers Huawei ein.
Einer der größten deutschen Auftraggeber ist Telefónica Germany, welche ihr gesamtes Mobilfunknetz seit dem Jahr 2008 im süddeutschen Raum auf Huawei- sowie Nokia-Technik umstellt.

## Kritik

### Datenschutz und Spionage
Im April 2021 wurde ein seit 2010 geheimgehaltener Bericht des Beratungsunternehmens Capgemini bekannt, nach dem Huawei ab 2009 in der Lage war, selbst von China aus alle Anrufe der sechseinhalb Millionen Kunden des niederländischen Mobilfunkbetreibers KPN abzuhören (worunter auch der damalige Premierminister Jan Peter Balkenende, mehrere Minister sowie chinesische Dissidenten waren), sowie Informationen darüber hatte, welche Rufnummern von Polizei und Sicherheitskräften abgehört wurden. Darüber hinaus habe Huawei Zugriff auf alle Kundendaten der KPN-Discountmarke Telfort gehabt.
Clive Hamilton und Mareike Ohlberg bezeichnen das Unternehmen 2020 als ein „ausgezeichnetes Anschauungsbeispiel dafür, wie die KPCh Spionage, Diebstahl von geistigem Eigentum und Beeinflussungsoperationen miteinander verbindet.“
Im Juli 2014 nahm das taiwanische Unternehmen Hon Hai Abstand vom geplanten Erwerb von 4G-Ausrüstung von Huawei, da die Regierung Taiwans warnte, dies könne Spionage erleichtern und ein Risiko für die nationale Sicherheit Taiwans darstellen.
In Australien wurde Huawei 2012 vom nationalen Breitband-Netz ausgeschlossen. Inzwischen seien diese Differenzen aber überwunden, erklärte Huawei im Oktober 2013. Vorwürfe, dass Huawei-Router einfach zu hacken seien, bestätigten sich nicht. Die Deutsche Telekom schloss auf Nachfrage Sicherheitslücken in betroffenen Geräten aus.
Der neuseeländische Nachrichtendienst Government Communications Security Bureau (GCSB) untersagte Ende November 2018 dem Telekommunikationsanbieter Spark New Zealand, für den Aufbau des neuen Mobilfunkstandards 5G Ausrüstung des Netzkonzerns Huawei einzusetzen. Der GCSB sieht ein signifikantes Netzsicherheitsrisiko mit der Möglichkeit der Spionage. Australien untersagte Huawei den Einsatz bereits im Sommer 2018.
Dagegen betonte Robert Hannigan, einst Chef des britischen Geheimdienstes GCHQ, das britische National Cyber Security Centre (NCSC) habe Zugang zum Programm-Code von Huawei und fand bei regelmäßigen Prüfungen seit 2010 nie Hintertüren.
Valerie Niquet von der Fondation pour la recherche stratégique, einem unabhängigen französischen Think Tank, wurde 2019 von der französischen Tochter von Huawei wegen Verleumdung verklagt, nachdem Niquet dem Unternehmen nachsagte, ein von der Kommunistischen Partei Chinas kontrolliertes Unternehmen zu sein, das von einem früheren Mitglied der militärischen Gegenspionage Chinas geleitet werde und seine technologische Kompetenz nutze, um zum Schaden der westlichen Welt Spionageakte zu begehen.

### Verbindung zur chinesischen Regierung
2020 berichtete die „Washington Post“, Huawei habe zusammen mit Pekinger Startup Megvii an einer Gesichtserkennung gearbeitet, die automatisch, sobald sie eine Person als Uiguren identifiziert, eine Alarmmeldung an die Behörden senden kann. Huawei stelle für die notwendigen Tests unter anderem Kameras, Server, Cloud-Infrastruktur und andere Hilfsmittel bereit.
Die RAND Corporation publizierte 2005 einen Bericht, der postulierte, das Militär Chinas sei der Schutzpatron von Huawei.
Im Jahre 2012 wurde Huawei von einem Untersuchungsausschuss des US-Kongresses vorgeworfen, von der chinesischen Regierung beeinflusst worden zu sein. Grund ist die intransparente Struktur des Unternehmens, welche die Frage aufwarf, wem es gehört. Da Huawei nicht börsennotiert ist, werfen amerikanische Fachleute dem Unternehmen vor, es werde „von der Kommunistischen Partei kontrolliert und müsse aufgrund der autoritären Machtstrukturen in China für die Staatsführung seine Kunden im Ausland ausspionieren.“ Wie auch ZTE könne Huawei die nationale Sicherheit der USA gefährden und Spionage betreiben, hatten einige Abgeordnete argumentiert. US-Unternehmen wurde geraten, keine Geschäfte mit Huawei zu machen, wenn sie an ihrem geistigen Eigentum interessiert seien. Huawei wies die Vorwürfe stets zurück und kündigte mehr Transparenz an. Im April 2019 ließ Huawei verlauten, es gehöre den Angestellten und werde von diesen kontrolliert. Es sei daher vom chinesischen Staat unabhängig.
Huawei selbst war in der Vergangenheit Spionageziel des amerikanischen Geheimdienstes NSA.
Im November 2022 untersagte die Federal Communications Commission (FCC) aus Gründen der nationalen Sicherheit auf Grundlage des Secure Equipment Act von 2021 den künftigen Import und die Vermarktung von Huawei-Produkten in den USA.

### Lieferungen in den Iran
Ein iranischer Partner Huaweis wird verdächtigt, Embargo-Güter in die Islamische Republik Iran geliefert zu haben. Dies soll nach Aussagen Huaweis jedoch vor Inkrafttreten der „Iran-Menschenrechts-Verordnung“ [VO (EU) Nr. 264/2012] geschehen sein. Es sei jedoch laut Reuters nicht auszuschließen, dass von Huawei produzierte Technik, die vom Embargo umfasst ist, über Dritte in den Iran gelangt sein könnte. Die USA begründen damit die Verhaftung der Huawei-Finanzchefin Meng Wanzhou, einer Tochter des Gründers, mittels US-Haftbefehl am 1. Dezember 2018 in Vancouver. Die Justiz Kanadas ließ sie am 11. Dezember unter umfassenden Auflagen und nach Zahlung einer Kaution von 10 Mio. kan$ (ca. 6,6 Mio. Euro) frei, bis über eine Auslieferung an die USA entschieden wird. Der kanadische Premier wusste nach eigener Aussage vom Plan einer Verhaftung Mengs vorab; er vertraue hierbei der Unabhängigkeit seiner Justizbehörden. Am 28. Januar 2019 erhob das US-Justizministerium Anklage gegen Huawei, zwei Tochterunternehmen und Meng Wanzhou. Die Behörde wirft ihnen in 13 Anklagepunkten unter anderem Verstöße gegen US-Iran-Sanktionen, Bankbetrug, Geldwäsche sowie Industriespionage vor.

### Arbeitsbedingungen und Firmenkultur
In der Vergangenheit hat es Berichte gegeben, denen zufolge in chinesischen Zulieferbetrieben Arbeiter unter 16 Jahren beschäftigt worden sein könnten. Dies widerspreche Arbeitsgesetzen in China. Huawei weist in dem zuletzt 2014 erschienenen „Sustainability Report“ darauf hin, dass die Beschäftigung von Kindern sowohl in konzerneigenen als auch in Zulieferbetrieben verboten ist und durch das Unternehmen sanktioniert wird.
2021 beschreibt ein Rechercheverbund aus The Daily Telegraph, El Mundo, Republik und netzpolitik.org den „quasi-militärischen Korpsgeist“, der bei Huawei herrsche.

### Reaktion auf die Kritik
Als Reaktion auf die Kritik an Huawei haben einige Universitäten ihre Zusammenarbeit mit dem Unternehmen eingestellt, darunter die University of Oxford, die Stanford University und das Massachusetts Institute of Technology.
2024 kündigte die Deutsche Regierung an, dass die Mobilfunkanbieter die kritischen Komponenten ihrer 5G-Netze in Deutschland bis 2029 ersetzen müssen.

## Sponsoring
Huawei ist seit September 2013 „Champion Partner“ des Fußball-Bundesligisten Borussia Dortmund. Gemeinsam mit Unitymedia installierte Huawei ein öffentlich zugängliches WLAN für die mehr als 80.000 Zuschauer im Westfalenstadion. Das WLAN wurde am 18. April 2015 in Betrieb genommen.
Am 15. Juli 2014 gab der FC Schalke 04 die Unterstützung durch Huawei als „Premium-Partner“ des Vereins bekannt. Der Vertrag umfasste zunächst eine Laufzeit von zwei Jahren sowie die für alle Besucher kostenfreie Nutzung des WLANs innerhalb der Veltins-Arena.
Weiterhin hat Huawei Sponsoringverträge mit den Fußballvereinen VfL Wolfsburg (Deutschland), FC Arsenal (England), AC Mailand (Italien), Ajax Amsterdam (Niederlande), Atlético Madrid (Spanien), Paris Saint-Germain (Frankreich), Benfica Lissabon (Portugal), Wellington Phoenix (Neuseeland), Santa Fe CD (Kolumbien), Club América (Mexiko), Galatasaray Istanbul (Türkei) und Ajax Cape Town (Südafrika) sowie RSC Anderlecht (Belgien) abgeschlossen.
Huawei trat in Deutschland als Sponsor von Parteitagen auf, so 2016 und 2018 bei der CDU und 2019 bei der SPD.

## Produkte
Eine Liste der Produkte, die offiziell bei Huawei angeboten und noch produziert werden (Stand: Mai 2020).

### Smartphones
Huawei verkaufte im Jahr 2018 weltweit mehr als 200 Mio. Smartphones.

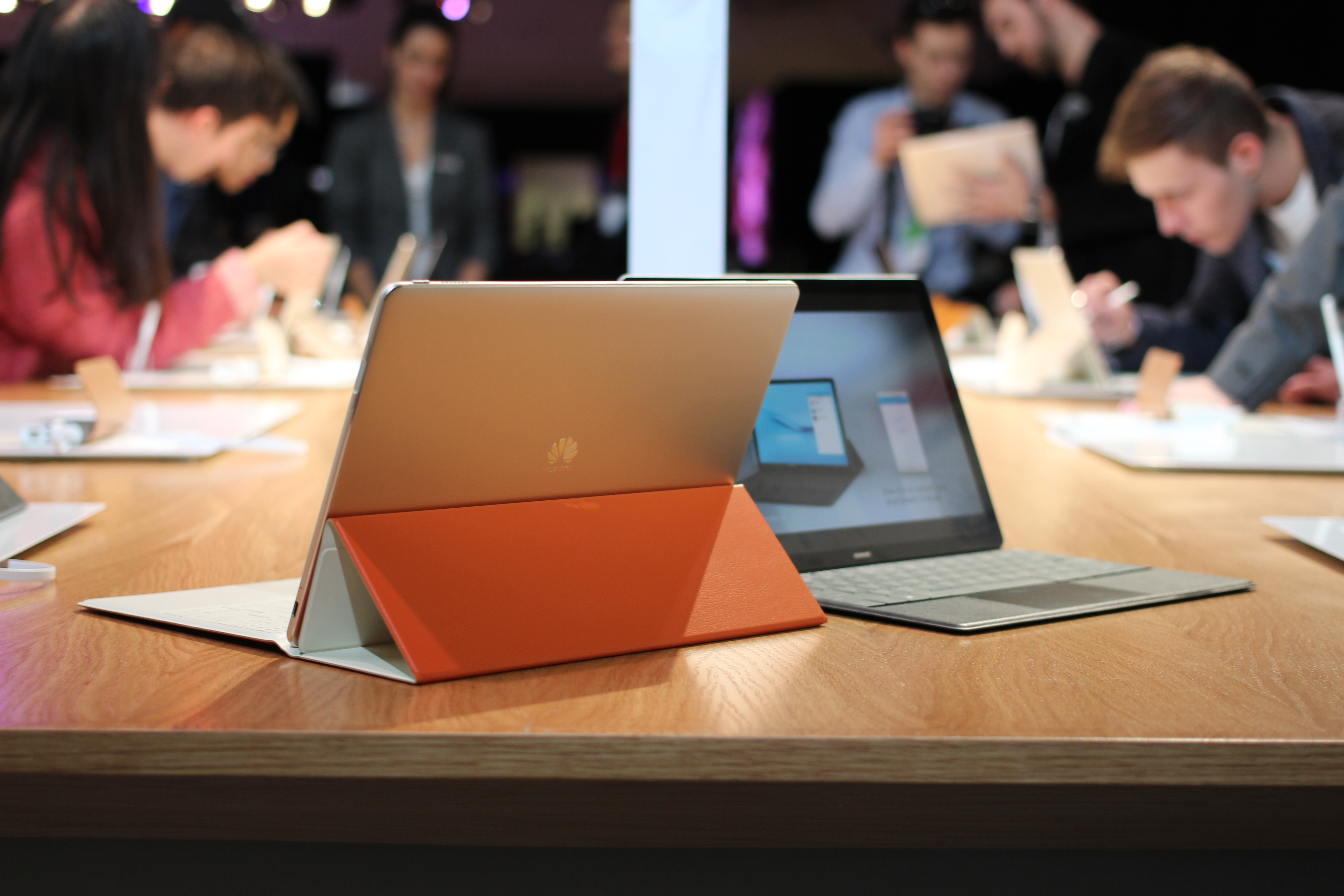
Huawei Matebook

### Notebooks
- MateBook
- Matebook D14
- Matebook D15
- MateBook E
- MateBook X
- MateBook X Pro
- MateBook Fold

### Tablets

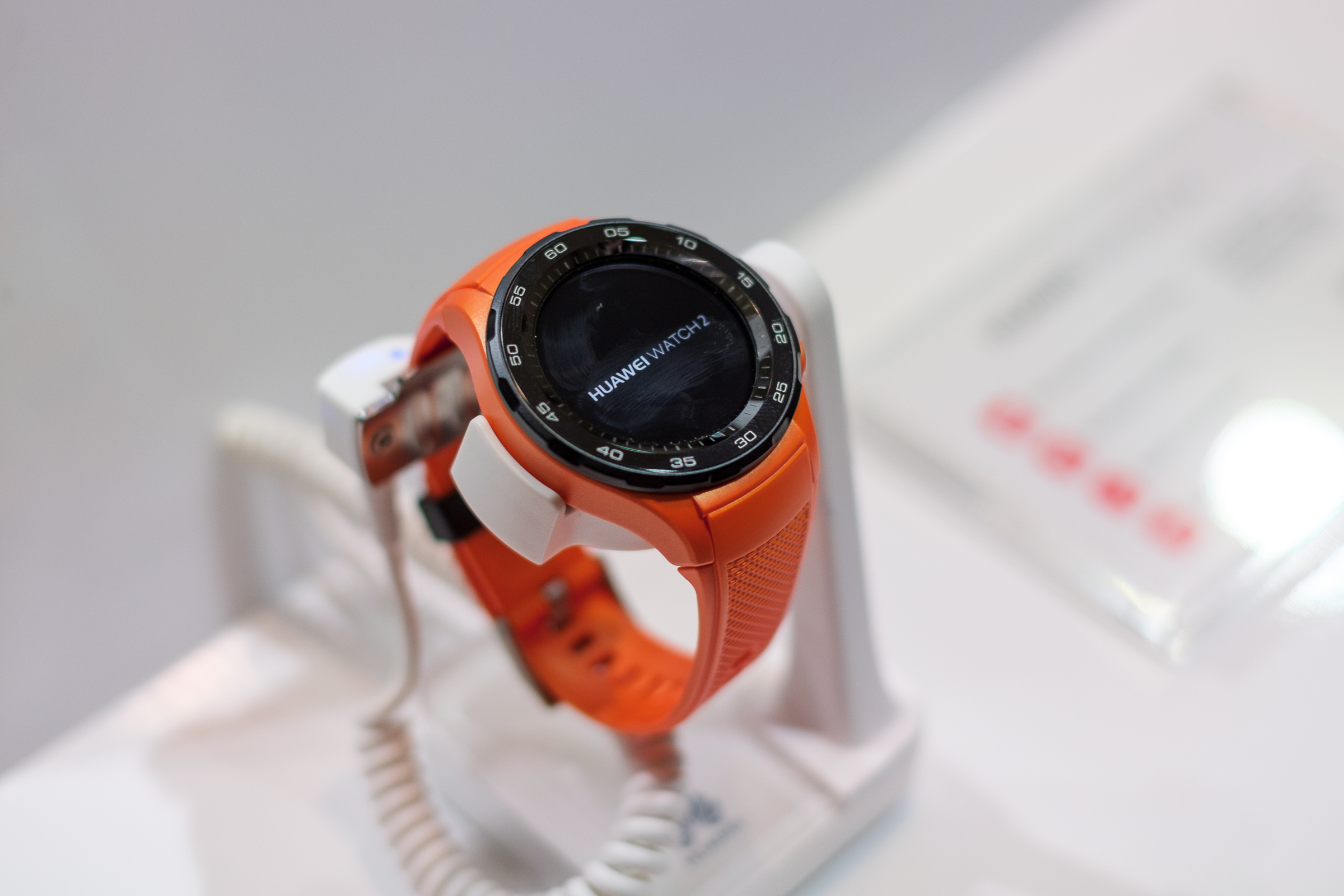
Huawei Watch 2

- MediaPad T1 7.0
- MediaPad T1 8.0
- MediaPad T1 10.0
- MediaPad T2 10.0 Pro
- MediaPad T3
- MediaPad T3 7
- MediaPad T3 10
- MediaPad T5 10
- MediaPad M2 10.0
- MediaPad M3
- MediaPad M3 Lite 10
- MediaPad M5 8.4
- MediaPad M5 10.8
- MediaPad M5 lite
- MediaPad M5 Pro
- MediaPad M6 10.8
- Matepad (10.4")
- Matepad (10.4", 2022)
- Matepad 11
- Matepad Paper (eInk)
- Matepad Pro 10.8
- Matepad Pro 12.6
- Matepad SE
- Matepad T8
- Matepad T10
- Matepad T10s

### Wearables und kabellose Kopfhörer

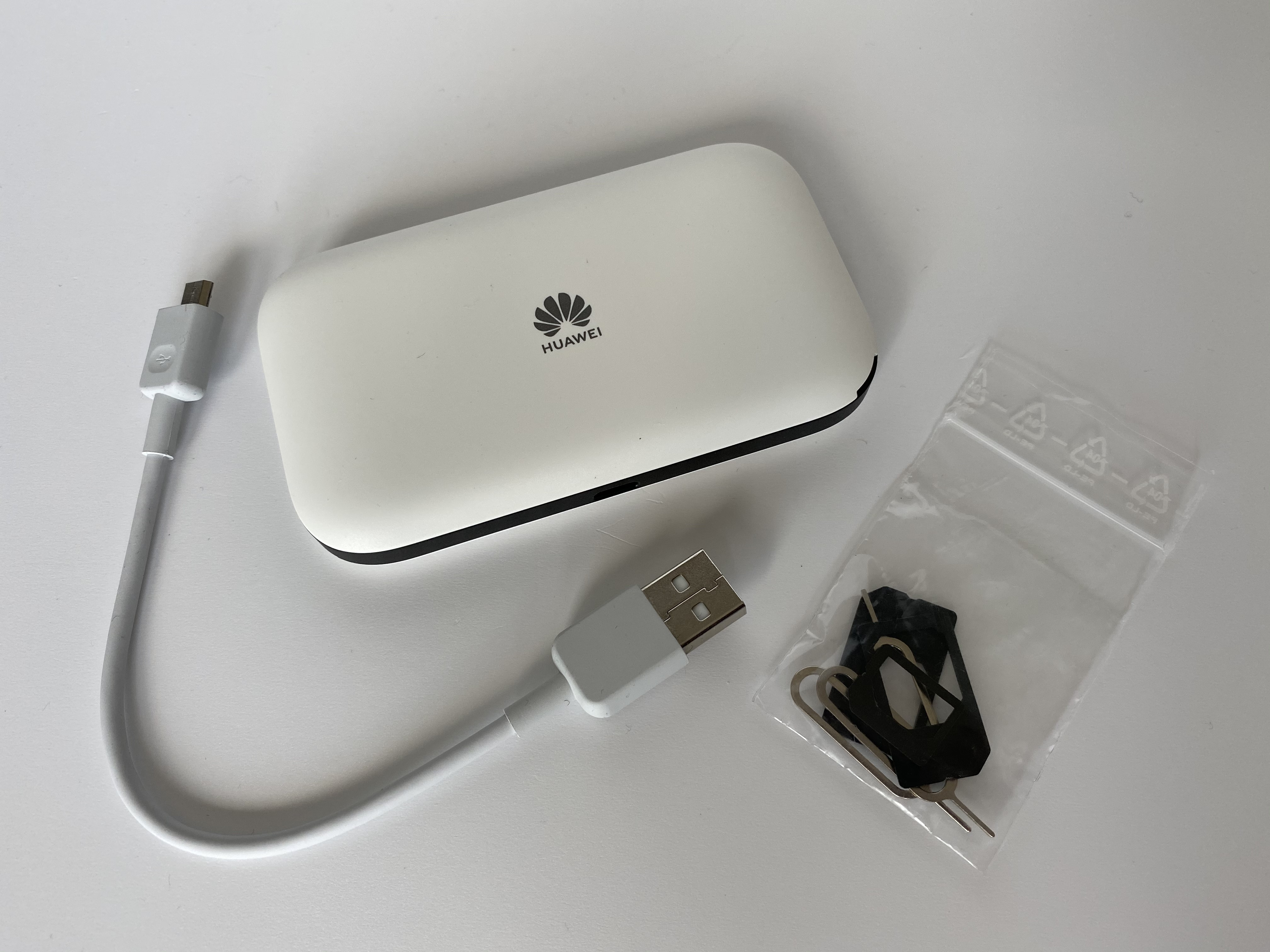
Huawei E5576 4G LTE Router

- TalkBand B2
- TalkBand B3
- Watch
- Fit
- Watch 2
- Watch 2 Classic
- Watch GT
- Watch GT2
- Watch GT2 Pro
- Watch GT2e
- Watch GT Runner
- Watch GT3
- Watch GT3 Pro
- Watch Fit 2
- Watch GT3 SE
- Watch D
- Watch Buds
- Watch Ultimate
- Watch 4
- Watch 4 Pro
- Watch Ultimate Design
- Band 2 Pro
- Band A2
- Band 3e
- Band 3 Pro
- Band 4 Pro
- Freebuds Pro
- Freebuds 3i
- Freebuds 4i

### Mobiles Breitband
- E5786
- E5330
- E5576

### Core Switches
- CloudEngine 12800

### Access Switches
- CloudEngine 8800
- CloudEngine 7800
- CloudEngine 5800

### Solarwechselrichter
- SUN2000 (2–100 kW)
- Smartlogger
- Batteriespeicher
- Ladestationen

## Rundfunkberichte
- Astrid Freyeisen: Wie der chinesische IT-Konzern Huawei in Deutschland Fuß fasst, in Deutschlandfunk – „Hintergrund“ vom 16. Februar 2014

## Dokumentarfilm
- Weltmacht Huawei. Hightech-Riese unter Spionageverdacht. Von Romain Besnainou. ZDF Info, 17. August 2020, 45 Minuten. Video verfügbar bis 12. Dezember 2020